# アニッキーブラッザー
アニッキーブラッザーは、日本の小説家・ライトノベル作家。

## 主な作品一覧

### ライトノベル
- 禁断師弟でブレイクスルー〜勇者の息子が魔王の弟子で何が悪い〜（アース・スターノベル刊）全2巻
  - 【コミカライズ】禁断師弟でブレイクスルー ～ボーイ・ミーツ・サタン～（コミック アース・スター連載）全4巻
- 被追放者たちだけの新興勢力ハンパねぇ〜手のひら返しは許さねぇ、ゴメンで済んだら俺たちはいねぇんだよ!〜（ツギクルブックス刊）全2巻
  - 【コミカライズ】被追放者たちの天下無双（マンガUP!連載）全1巻（未完[3]）
- 異世界転生 君との再会まで長いこと長いこと（アルファポリス刊）全4巻

### ジュブナイルポルノ
- 荒ぶる魔将の逆行と贖罪〜まさか俺が言うとは「くっころ」と〜（オルギスノベル刊）
- 不屈の善戦帝王 勝てずとも、誰であろうと追い詰める（DIVERSE NOVEL刊）

### その他
- 戦犯勇者の弟妹（オンライン小説、未書籍化）
  - 【コミカライズ】（マンガボックス連載）連載中